# Яців Роман Миронович
Роман Миронович Яців (нар. 26 серпня 1956, Ходорів) — український художник, мистецтвознавець і педагог. Кандидат мистецтвознавства, доктор історичних наук, професор. Член спілки художників «Клуб українських мистців» з 1989 року та Львівської організації Спілки художників України з 1992 року, дійсний член Наукового товариства імені Шевченка. Заслужений працівник культури України з 2006 року, лауреат Львівської обласної премії в галузі культури, літератури, мистецтва, журналістики та архітектури за 2008 рік в номінації «Культурологія, мистецтвознавство, музейна справа» — імені Святослава Гординського.

## Біографія
Народився 26 серпня 1956 року в місті Ходорові (нині Стрийський район Львівської області, Україна). Син графіка Мирона Яціва. Протягом 1973—1978 років навчався на кафедрі проєктування інтер'єру і меблів Львівського державного інституту прикладного та декоративного мистецтва, де його викладачами були зокрема Мирон Яців, Карло Звіринський, Юрій Скандаков, Михайло Курилич, Володимир Островський, Теофіл Максисько, Володимир Овсійчук, Степан Коропчак, Данило Довбошинський.
Пройшов строкову службу в Радянській армії і після звільнення в запас із грудня 1979 року працював у Львові, спершу на посаді молодшого наукового співробітника у Державному музеї українського мистецтва, а згодом виконувача обов'язків завідувача відділу радянського мистецтва. У 1984 році перейшов на роботу до Львівського відділення Інституту мистецтвознавства, фольклору та етнографії імені Максима Рильського АН УРСР, де розпочав системні наукові дослідження українського образотворчого мистецтва. 1994 року на базі своєї монографії «Львівська графіка 1945–1990-х років: традиції і новаторство» захистив кандидатську дисертацію. Одночасно протягом 1991—1993 років обіймав посаду головного редактора журналу «Мистецькі Студії».
Упродовж 1994—2007 років обіймав посаду заступника директора з наукової роботи Інституту народознавства Національної академії наук України, доцент з 2003 року. Одночасно з 1995 року — відповідальний секретар журналу «Народознавчі Зошити». Упродовж 2007—2021 років — проректор з наукової роботи Львівської національної академії мистецтв, з вересня 2021 року — професор кафедри художнього дерева. Одночасно з 2009 року — відповідальний секретар журналу «Мистецький Ужинок». Мешкав у Львові в будинку на вулиці Драгоманова, № 56, квартира № 9 та у будинку на вулиці Миколи Вороного, № 9, квартира № 3.

## Творчість
Працює в галузі станкового живопису, станкової і книжкової графіки, фотомистецтва у техніках олійного, акрилового малярства, гуаші, рисунку маркерами і фломастерами.
Учасник мистецьких виставок, в тому числі індивідуальних, художньої фотографії. Персональні виставки відбулися в Україні: у Львові в 1981, 1989, 1996, 1997, 2005, 2009, 2015, 2020, 2022 роках, Рівному в 2013, 2019 роках, Дрогобичі в 2015 році, Краматорську в 2015 році, Дружківці, Бахмуті, Києві, Одесі в 2016 році, Луцьку в 2020 році, Коломиї в 2021 році; за кордоном: у Польщі: у Лодзі в 2015, 2019 роках, Познані в 2019 році, у Канаді в Торонто у 2017 році.
Був членом міжнародного журі виставки «Srebrny Czworokąt» у Перемишлі у 2015, 2018, 2021—2022 роках, куратором виставки творів львівських живописців у Ханчжоу у 2011 році.
Роботи художника зберігаються у приватних колекціях України, Німеччини, Канади, США.

## Науковий доробок
Публікації розпочав у квітні 1980 року з рецензії на персональну виставку творів ужгородського живописця Володимира Микити. З того часу в київських і львівських періодичних виданнях публікував огляди виставок, нариси, рецензії і статті. У своїх ранніх публікаціях багато уваги приділяв сучасному мистецькому процесу, виставкам та музейній справі. Наприкінці 1980-х років зосередився на дослідженні проблем вивчення явищ українського модернізму та творчості митців української діаспори. Одним із перших серед українських мистецтвознавців підготував публікації про таких художників, як Павло Ковжун, Роберт Лісовський, Едвард Козак, Святослав Гординський, Іван Іванець, Галя Мазуренко, Петро Андрусів та інших, організувавши (у співавторстві) деяким із них виставки у Львові. Автор понад 700 наукових і науково-популярних публікацій, в тому числі ряду авторських монографій, альбомів, зокрема:
- «Львівська графіка 1945-1990-х років: Традиції і новаторство» (1992);
- «Митці сучасності» (1998);
- «Мирон Яців (1929—1996). Життя і творчість» (2000);
- «Українське мистецтво XX століття: Ідеї, явища, матеріали: Збірник статей» (2006);
- «Олекса Шатківський та Український мистецький гурток „Спокій“» (2008);
- «Скульптор Еммануїл Мисько: Світло долі» (2009);
- «Павло Максимович Ковжун. 1896—1939: Біобібліографічний довідник» (2010, у співавторстві);
- «Любомир Роман Кузьма (1913—2004): Малярська і публіцистична спадщина» (2010);
- «Українські мистецькі виставки у Львові (1919—1939): Довідник, антологія мистецько-критичної думки» (2011);
- «Ідеї, смисли, інтерпретації образотворчого мистецтва: Українська теоретична думка XX століття» (у чотирьох частинах, 2012, 2019, 2021—2022);
- «Оленка Ґердан-Заклинська: біографічний нарис» (2013);
- «Роман Чорній, мистецька легенда Львова» (2014);
- «Оленка Ґердан-Заклинська (1916—1999): Життя у мистецтві» (2015);
- «Роберт Лісовський (1893—1982): Дух лінії» (2015);
- «Зоя Лісовська: джерела пристрасті: Малярство, графіка» (2018);
- «Роман Турин (1900—1979). Під європейським капелюхом: альбом-монографія» (2018);
- «Петро Грегорійчук: Життя і творчість» (2018);
- «Іван Іванець (1893—1946): Стрілецькі мемуари, творча спадщина» (2019);
- «Євген Дзиндра (1913—1983): Різьблені стежини життя» (2020);
- «Мала хронологія мистецьких подій і пам'ятних дат XX століття: Україна — світ» (2021).

Автор низки статей до Енциклопедії сучасної України.